# Richard Arkwright Junior
Richard Arkwright Junior (né le 19 décembre 1755 à Bolton et mort le 23 avril 1843 ), fils du célèbre Richard Arkwright de Cromford dans le Derbyshire, est un homme d'affaires et financier britannique de la fin du XVIIIe et du début du XIXe siècle.
Il est le financier (créancier) de Samuel Oldknow de Marple and Mellor, également ami proche. Son fils, Captain Arkwright, épouse Francis Kemble, fille du célèbre directeur de théâtre Stephen Kemble.

## Biographie
Richard Arkwright Junior est né à Bolton. Sa mère, Patience Holt, meurt alors qu'il n'a que quelques mois et son père, Richard Arkwright, l'élève seul jusqu'à ce qu'il ait six ans, puis épouse Margaret Biggensin, avec qui il a une fille, Susan. Le couple divorce quelques années plus tard, mais Richard Arkwright père tente de suivre l'éducation des enfants,.
Richard a fait breveter le water frame, machine à filer utilisant l'énergie des moulins à eau, qui transforme le filage textile en une industrie d'usine; il crée ainsi le système usinier de la production.
Richard Arkwright Junior suit les traces de son père et développe le système usinier encore plus loin. Il fait un travail remarquable dans le domaine de l'organisation du travail et du traitement des machines. Il est très ambitieux, énergique et persévérant.
La richesse d'Arkwright, largement supérieure à celle de son père, n'est pas seulement due à l'industrie textile. À la mort de son père, une grande partie de l'héritage est légué à sa fille née de son deuxième mariage, à ses petits-enfants et à diverses organisations de bienfaisance, tandis que le reste, notamment un certain nombre d'usines, est légué à Richard fils. Il décide d'investir dans l'immobilier et dans les banques, et commence à vendre certaines usines pour pouvoir investir dans des titres d'état et des biens immobiliers. Ceci le sauve de la faillite lorsqu'une grande dépression économique s'abat sur la Grande-Bretagne, après la mort de Napoléon.
En 1804, il devient associé à la banque de John Toplis, et à la mort de ce dernier en 1829, il en prend pleine possession et finance des seigneurs locaux, des entrepreneurs et des projets gouvernementaux : tout comme son père, il finance des travaux importants dans le secteur des transports publics et des chemins de fer, dont le canal de Cromford. À sa mort, il est à la tête d'une fortune s'élevant à plus de trois millions de livres, ce qui fait de lui l'homme britannique le plus riche de la bourgeoisie.
Arkwright est le High Sheriff du Derbyshire en 1801.

## Le portrait
Joseph Wright of Derby peint des portraits du père et du fils, ce dernier en compagnie du reste de la famille. Ces deux œuvres illustrent bien la différence de richesse entre les deux générations. Le père est assis sur une chaise ordinaire, derrière son invention, source de son nouveau statut social, alors que dans l'autre tableau, sont représentés Richard junior, avec sa femme Mary et sa fille Anne, tous vêtus d'habits coûteux à la dernière mode avec une vue sur le parc de la demeure familiale. Le portrait du fils et de sa famille, peint en 1790, est considéré comme le meilleur des quatre qui étaient accrochés dans la salle à manger de la famille Wright, dans leur demeure de Willersley Castle. Il est prêté au Derby Museum and Art Gallery où il est exposé à côté de celui de son père, puis vendu aux enchères à Sotheby's, le 29 décembre 2001. En 2003, il devait être exporté aux États-Unis mais le musée de Derby lance une pétition pour qu'il reste dans son pays d'origine. L'Arkwright Society, elle aussi préoccupée par le départ de ce tableau, participa activement à cette campagne et le tableau resta finalement en Angleterre.